# جرافيت (رواية)
جرافيت رواية للروائي المصري هشام الخشن. صدرت الرواية لأوّل مرة عام 2014 عن مكتبة الدار العربية للكتاب في القاهرة. ودخلت في القائمة الطويلة للجائزة العالمية للرواية العربية لعام 2015، المعروفة باسم «جائزة بوكر العربية».

## حول الرواية
يروي الكاتب المصري «هشام الخشن» في هذه الرواية حكاية تدور أحداثها في لحظة تاريخية مفصلّية شهدت انطلاق حركة المرأة المصرية وتأسيس جمعية الاخوان المسلمين في عام 1928. شخصية «نوال» هي شخصية محورية تعكس في داخلها وذاتها الصراع الفكري نفسه القائم ما بين الحركة والجمعية إياها. هذا ما فطن إليه صديقها الفرنسي «كلود»، عندما قال لها: «حُق لك أن تشتهي ألوان الحياة فلا تغزلي من ظلالها قيودك.» هي رواية تسرد نضال المرأة من أجل انتزاع حقوقها.